# Mordellistena bihirsuta
Mordellistena bihirsuta är en skalbaggsart som beskrevs av Ray 1947. Mordellistena bihirsuta ingår i släktet Mordellistena och familjen tornbaggar. Inga underarter finns listade i Catalogue of Life.